# حصن الصعب بن معاذ
حصن الصعب بن معاذ هو حصن بناه اليهود في خيبر شمال المدينة المنورة، وانتهى بإستيلاء المسلمين عليه في غزوة خيبر. الحصن الآن عبارة عن ركامات، حيث لم يتم ترميمه واستخدامه.

## غزوة خيبر
كان حصن الصعب الحصن الثاني من حيث القوة والمناعة لليهود بعد حصن ناعم، قام المسلمون بالهجوم عليه تحت قيادة الحباب بن المنذر الأنصاري، ففرضوا عليه الحصار ثلاثة أيام، وفي اليوم الثالث، دعا رسول الله لفتح الحصن دعوة خاصة. روى ابن إسحاق أن بني سهم من أسلم أتوا رسول الله صلى الله عليه وسلم، فقالوا: لقد جهدنا، وما بأيدينا من شيء، فقال: اللهم إنك قد عرفت حالهم، وأن ليست بهم قوة، وأن ليس بيدي شيء أعطيهم إياه، فافتح عليهم أعظم حصونها عنهم غَنَاء، وأكثرها طعامًا ووَدَكًا. فغدا الناس ففتح الله عز وجل حصن الصعب بن معاذ، وما بخيبر حصن كان أكثر طعامًا وودكًا منه.
لما ندب النبي المسلمين بعد دعائه لمهاجمة الحصن كان بنو أسلم هم المقاديم في المهاجمة، ودار البراز والقتال أمام الحصن، ثم فتح الحصن في ذلك اليوم قبل أن تغرب الشمس، ووجد فيه المسلمون بعض المنجنيقات والدبابات. ولأجل هذه المجاعة الشديدة التي ورد ذكرها في رواية ابن إسحاق، كان رجال من الجيش قد ذبحوا الحمير، ونصبوا القدور على النيران، فلما علم رسول الله بذلك نهي عن لحوم الحمر الإنسية.